# Йозеф фон Хесен-Райнфелс-Ротенбург
Йозеф фон Хесен-Райнфелс-Ротенбург (на немски: Joseph Erbprinz von Hessen-Rheinfels-Rotenburg; * 23 септември 1705, Лангеншвалбах; † 24 юни 1744, Ротенбург на Фулда) е наследствен принц на Хесен-Райнфелс-Ротенбург и полковник.

## Произход
Той е най-големият син на ландграф Ернст II Леополд фон Хесен-Ротенбург (1684 – 1749) и съпругата му графиня Елеонора фон Льовенщайн-Вертхайм (1686 – 1753), дъщеря на княз Максимилиан Карл фон Льовенщайн-Вертхайм-Рошфор (1656 – 1718) и графиня Поликсена Мария фон Куен-Лихтенберг-Беласи (1658 – 1712). Брат е на Константин (1716 – 1778), ландграф на Хесен-Рейнфелс-Ротенбург. Сестра му Поликсена (1706 – 1735) се омъжва през 1724 г. за крал Карл-Емануил III (1701 – 1773) и става кралица на Сардиния (1730 – 1735).
Йозеф фон Хесен-Райнфелс-Ротенбург умира на 38 години на 24 юни 1744 г. в Ротенбург на Фулда. Погребан е в църквата на Миноритите във Фритцлар.

## Фамилия
Йозеф фон Хесен-Райнфелс-Ротенбург се жени на 9 март 1726 г. в Анхолт за Кристина Анна Луиза Освалдина фон Залм-Ньофвил (* 29 април 1707, Анхолт; † 19 август 1775, Антверпен), дъщеря на граф Лудвиг Ото фон Залм (1674 –1738) и принцеса Албертина Йохана фон Насау-Хадамар (1679 – 1716). Tой става тъст на френския маршал Шарл де Роган, принц де Субиз. Те имат децата: 
- Анна Виктория фон Хесен-Райнфелс-Ротенбург (* 25 февруари 1728, Ротенбург; † 1 юли 1792, Париж), омъжена на 23 декември 1745 г. в Саверн за херцог Шарл де Рохан-Рохан, принц де Субиз (* 16 юли 1715, Париж; † 1 юли 1787, Париж)
- Лудовика фон Хесен-Райнфелс-Ротенбург (* 18 април 1729, Ротенбург на Фулда; † 6 януари 1800, Анхолт), омъжена на 16 март 1757 г. в Хогстратен за вилд- и Рейнграф Максимилиан фон Залм-Залм, херцог на Хогстратен (* 28 ноември 1732, Анхолт; † 14 септември 1773, Антверпен)
- Леополдина Доротея Елизабет Мария фон Хесен-Райнфелс-Ротенбург (* 1 октомври 1731, Ротенбург; † умира млада)
- Ернст фон Хесен-Райнфелс-Ротенбург (* 28 май 1735; † 6 юни 1742, Хогстратен)

Вдовицата му Кристина фон Залм се омъжва втори път на 12 юли 1753 г. в Анхолт за княз Николаус Леополд фон Залм-Залм (* 25 януари 1701; † 4 февруари 1770).